# Kathleen Kerrigan
Kathleen Kerrigan (* 11. April 1868 in New Albany, Indiana; † 27. Januar 1957 in San Fernando, Kalifornien) war eine US-amerikanische Filmschauspielerin.
Kathleen Kerrigan war die Schwester des Stummfilmschauspielers J. Warren Kerrigan, wie ihr Bruder kam sie vom Vaudeville. Ihr Mann war der Filmschauspieler Clay Clement. Sie spielte in insgesamt acht Filmen, davon waren die letzten beiden Tonfilme.
Kathleen Kerrigan starb am 27. Januar 1957 im Alter von 88 Jahren in San Fernando.

## Filmographie
- 1914: Samson
- 1919: The Uplifters
- 1919: The World Aflame
- 1920: The Walk-Offs
- 1927: The Music Master
- 1929: Skinner Steps Out
- 1931: Wicked
- 1934: You Can’t Buy Everything